# Доминик Ливакович
Доминик Ливакович (хорв. Dominik Livaković, нар. 9 січня 1995, Задар) — хорватський футболіст, воротар клубу «Динамо» (Загреб).

## Клубна кар'єра
Народився 9 січня 1995 року у місті Задар. Вихованець юнацьких команд футбольних клубів «Задар» та «Загреб». 31 серпня 2012 року дебютував у Першій хорватській лізі, вийшовши в основному складі в домашньому поєдинку проти «Цибалії».
У середині 2015 року Ливакович підписав контракт із загребським «Динамо», але ще сезон на правах оренди відіграв за «Загреб». 2 жовтня 2016 року дебютував за «Динамо» у Першій лізі, відстоявши на нуль у дербі з «Хайдуком». Станом на 19 травня 2018 року відіграв за «динамівців» 54 матчі у національному чемпіонаті.

## Виступи за збірні
2010 року дебютував у складі юнацької збірної Хорватії, взяв участь у 18 іграх на юнацькому рівні.
З 2013 року залучався до складу молодіжної збірної Хорватії. На молодіжному рівні зіграв у 16 офіційних матчах.
11 січня 2017 року Доминик Ливакович дебютував у складі національної збірної Хорватії у матчі Кубка Китаю 2017 проти збірної Чилі, вийшовши у стартовому складі. Наступного року у складі збірної поїхав на чемпіонату світу 2018 року у Росії.

## Титули і досягнення
- Чемпіон Хорватії (6):

«Динамо»: 2017-18, 2018-19, 2019-20, 2020-21, 2021-22, 2022-23
- Володар Кубка Хорватії (2):

«Динамо»: 2017-18, 2020-21
- Володар Суперкубка Хорватії (3):

«Динамо»: 2019, 2022, 2023
- Віце-чемпіон світу: 2018
- Бронзовий призер чемпіонату світу: 2022